# Генерал-Киселово
Генерал-Киселово (болг. Генерал Киселово) — село в Болгарии. Находится в Варненской области, входит в общину Вылчи-Дол. Население составляет 570 человек.Оно имеет железнодорожная остановка без руководитель железнодорожного движения

## Политическая ситуация
В местном кметстве Генерал-Киселово, в состав которого входит Генерал-Киселово, должность кмета (старосты) исполняет Димитр Стоянов Тодоров (Граждане за европейское развитие Болгарии (ГЕРБ)) по результатам выборов.
Кмет (мэр) общины Вылчи-Дол — Веселин Янчев Василев (независимый) по результатам выборов.